# Меден месец
Меденият месец (на английски: honeymoon) е традиционният период след сватбата, когато младоженците се отправят на специално пътуване или почивка, за да отпразнуват началото на съвместния си живот и да се насладят на времето заедно в романтична и спокойна обстановка.

## Произход и значение
Терминът „меден месец“ произлиза от старите времена, когато младоженците пиели медовина (напитка, направена от мед) през първия месец на брака си, за да символизират „сладостта“ на новия си живот заедно. Меденият месец е време за почивка и уединение, далеч от ежедневните задължения, което позволява на младоженците да укрепят връзката си и да създадат специални спомени.

## Съвременни традиции
В съвременността меденият месец може да бъде всичко – от екзотично пътуване до спокойно прекарване на време у дома. Дестинациите често включват тропически плажове, романтични градове или приключенски маршрути, в зависимост от предпочитанията на двойката. Продължителността на медения месец също варира, като някои двойки избират кратки уикенд пътувания, а други планират дълги екскурзии, които могат да продължат няколко седмици или дори месец.